# Nightwish
Nightwish (с англ. — «Ночное желание») — финская симфоник-метал-группа с женским вокалом, исполняющая песни преимущественно на английском языке. Основана Туомасом Холопайненом, Эмппу Вуориненом и Тарьей Турунен в 1996 году в городе Китеэ.
Nightwish — одна из первых и самых влиятельных групп в жанре симфоник-метал, наряду с Therion и Within Temptation. Раннее творчество Nightwish отличалось сочетанием женского «оперного» вокала, клавишно-симфонической аранжировки и быстрых гитарных соло, характерных для пауэр-метала. В более поздних альбомах Nightwish отошли от пауэр-метала и исключительно «оперного» вокала, а роль симфонических аранжировок и народных инструментов, наоборот, увеличилась.
За свою историю Nightwish дважды меняли вокалистку: на смену Тарье Турунен в 2007 году пришла Анетт Ользон, а её в 2012 году сменила Флор Янсен (экс-After Forever). В записях отдельных песен принимали участие и приглашённые мужчины-вокалисты, а в 2001—2021 годы роль второго вокалиста исполнял басист Марко Хиетала. Бессменными членами группы остаются гитарист Эмппу Вуоринен и клавишник Туомас Холопайнен, он же — основной композитор Nightwish и автор большинства текстов. Поэзия Холопайнена в основном посвящена природе, сказкам, фантазиям и личным эмоциям.
На основе песен группы в 2012 году был снят музыкальный фильм «Воображариум».

## История группы

### Основание.Angels Fall First(1996—1997)

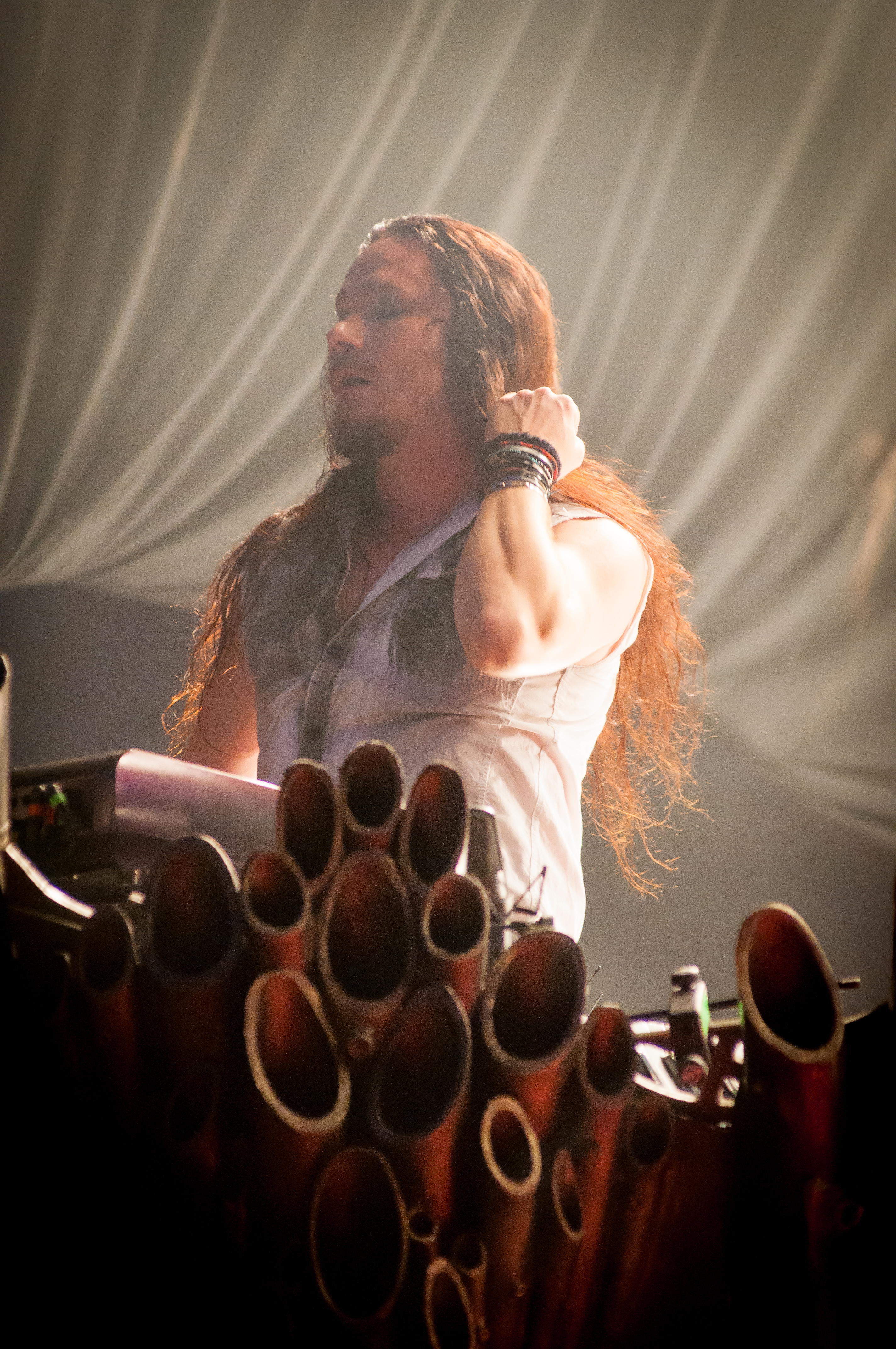
Туомас Холопайнен: основатель, клавишник и основной автор песен Nightwish

Идея основать группу Nightwish пришла в голову Туомасу Холопайнену после ночи, проведённой у походного костра с друзьями. Группа образовалась вскоре после этого, в июле 1996 года. Холопайнен пригласил вокалисткой свою знакомую Тарью Турунен, окончившую академию Яна Сибелиуса по классу академического вокала. Третьим к группе присоединился гитарист Эрно «Эмппу» Вуоринен.
Первоначально их стиль был основан на экспериментах Туомаса с клавишными, акустической гитарой и оперным вокалом Тарьи. С октября по декабрь 1996 года трое музыкантов записали акустический демоальбом. В альбом вошли три композиции — «Nightwish», «The Forever Moments» и «Etiäinen» («Лесной дух»), название первой из которых определило название группы.
В начале 1997 года к группе присоединился барабанщик Юкка Невалайнен, а акустическая гитара была заменена на электрическую. В апреле группа отправилась в студию, чтобы записать семь песен, включая доработанное демо «Etiäinen». Три песни можно найти в альбоме Angels Fall First, единственном альбоме группы с вокалом Туомаса Холопайнена. Партии бас-гитары для этого альбома записал Эрно «Эмппу» Вуоринен. Многие источники, такие как The Metal Observer, отмечают, что этот альбом сильно отличается от их дальнейшего творчества.
31 декабря 1997 года группа выступила с концертом в своём родном городе. В течение следующей зимы Nightwish выступали только семь раз, так как Эмппу и Юкка служили в армии, а Тарья была занята учёбой.

### Период с Вянскя.Oceanborn / Wishmaster(1998—2000)

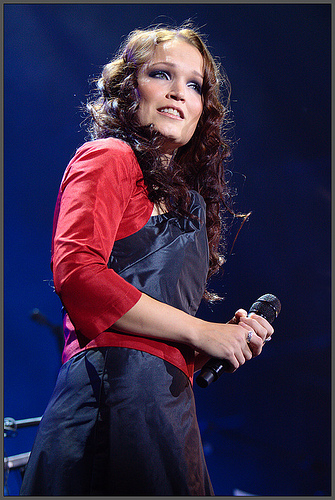
Тарья Турунен была вокалисткой группы до 2005 года

В апреле 1998 года начались съёмки первого видеоклипа на песню «The Carpenter», который был готов в начале мая.
В 1998 году бас-гитарист Сами Вянскя, старый друг Туомаса, присоединился к группе. В течение лета песни для нового альбома были готовы, и группа поехала в студию в начале августа. Запись была закончена в конце октября. 13 ноября Nightwish дали концерт в Китеэ, и на этом концерте был снят видеоклип на песню «Sacrament of Wilderness». Одноимённый сингл был выпущен 26 ноября, а затем, 7 декабря, был выпущен новый альбом Oceanborn.
Этот альбом сильно отличался от первого по технике исполнения и по лирике. В записи альбома принял участие Тапио Вильска из группы Finntroll. Его вокал звучит в композициях «Devil and the Deep Dark Ocean» и «The Pharaoh Sails to Orion». Песня «Walking In The Air» является кавером саундтрека к мультфильму «Снеговик», написанного Ховардом Блейком (англ. Howard Blake). Начиная с этого альбома, постоянным художником обложек Nightwish является Маркус Майер (Markus Mayer).
Критики были удивлены успехом Oceanborn. Он поднялся до пятого места в финском официальном чарте альбомов, а сингл «Sacrament of Wilderness» был номером один в чарте синглов в течение недели. Зимой 1999 года Nightwish дали много концертов, гастролировали по всей стране в течение трёх месяцев. Весной Oceanborn был выпущен за пределами Финляндии. В мае команда начала играть снова, гастролируя по всей стране в течение двух с половиной месяцев, выступая почти на всех больших рок-фестивалях. В это же время был записан сингл «Sleeping Sun», который был посвящён затмению в Германии. В августе сингл был выпущен в Германии, также на сингл вошли песни «Walking in the Air», «Swanheart» и «Angels Fall First». Тогда же стало известно, что альбом Oceanborn и сингл «Sacrament of Wilderness» приобрели статус «Золотого диска». В то же самое время Nightwish совершили тур по Европе вместе с немецкой группой Rage.
В 2000 году Nightwish участвовали в отборе на конкурс песни Евровидение от Финляндии с песней «Sleepwalker». Группа уверенно выиграла зрительское голосование, но во втором туре, в котором голосовало жюри, была отодвинута на второе место и не допущена на конкурс.
Новый альбом Wishmaster был выпущен в мае, и из Китеэ начался новый тур в поддержку нового альбома. Wishmaster занял первое место в чарте альбомов и находился на этой позиции три недели. За это время он получил статус «Золотого диска». Wishmaster был признан фанатами и критиками, а в шестом номере журнала «Rock Hard» за 2000 год был назван альбомом месяца.
Wishmaster также дебютировал в национальных немецких чартах на 21 месте и на 66 месте во Франции. Мировой тур Wishmaster, который начался с Китеэ, продолжился сначала на больших фестивалях в Финляндии, а затем в Южной Америке в июле 2000 года. Трёхнедельный тур по Бразилии, Чили, Аргентине, Панаме и Мексике, как оказалось, был одним из самых больших опытов группы. Всё это сопровождалось успешными показами в Wacken Open Air, Biebop Metal Fest. Так же группа приняла участие в Европейском туре вместе Sinergy и Eternal Tears of Sorrow. В ноябре Nightwish отыграли два концерта в Канаде.

### Приход Хиеталы.Over the Hills and Far Away / Century Child(2001—2003)

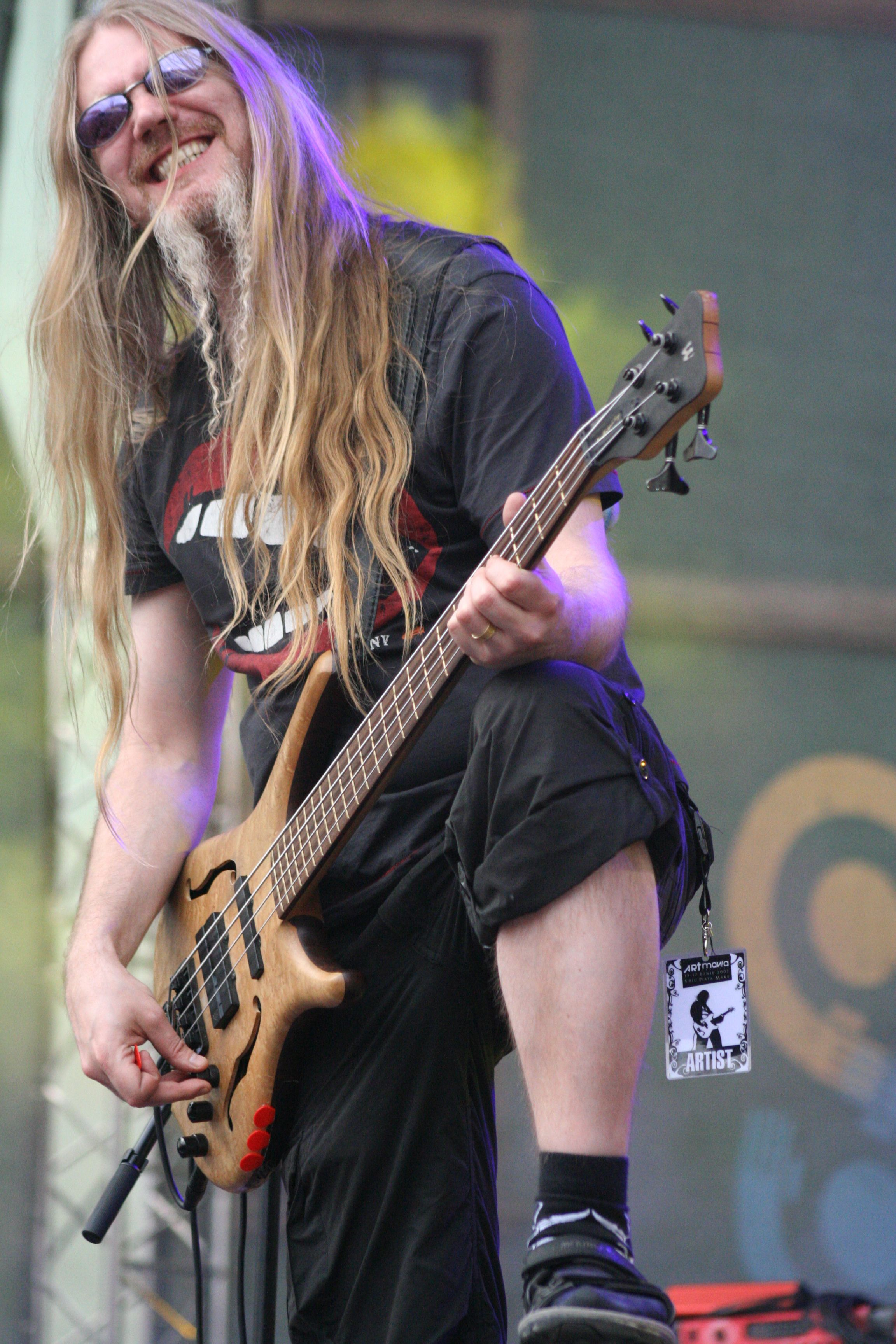
Бас-гитарист Марко Хиетала играл в группе с 2001 до 2021 года

Nightwish записали видео для DVD (полный концертник) и VHS с обрезанным живым концертом (только для Финляндии), который проходил в Тампере 29 декабря 2000 года. В записи принимали участие Тони Какко из группы Sonata Arctica и Тапио Вильска. Материал был выпущен в апреле 2001 года в Финляндии, а в течение лета и во всём мире. DVD вышел под названием From Wishes to Eternity. В конце показа Nightwish получили платиновые диски за «Wishmaster» и золотые диски за «Deep Silent Complete».
В марте 2001 года Nightwish снова собрались в студии, чтобы записать свою версию классической композиции Гэри Мура «Over the Hills and Far Away» с двумя новыми песнями и ремейком с альбома Angels Fall First песни «Astral Romance». В Финляндии он появился в июне 2001 года.
Немецкая версия Over the Hills and Far Away включает шесть живых треков в дополнение к четырём невыпущенным песням. Вскоре после этого группу покинул бас-гитарист Сами Вянскя и вместо него пришёл Марко Хиетала, покинув команду Sinergy. Также Марко является вокалистом и бас-гитаристом финской металлической группы Tarot. Новый бас-гитарист не только играет на своём инструменте, но и поёт сильным высоким мужским вокалом. Надо заметить, что манера пения Марко Хиеталы в песнях Nightwish немного отличается от его манеры пения в группе Tarot.
В конце августа 2001 года в рамках тура группа впервые приехала в Россию. Nightwish дали два концерта, один в Санкт-Петербурге, в Ленинградском доме музыки, второй в Москве, в ДК имени Горбунова. Впоследствии в Россию группа приезжала в августе 2002, в сентябре 2003, в сентябре 2009, в 2012 и 2016 годах.
В 2002 году группа выпустила альбом Century Child и синглы «Ever Dream» и «Bless the Child». Основным отличием от предыдущего альбома является то, что в записи многих песен принял участие финский оркестр, приближая его к классической музыке. После первого клипа «Bless The Child» был снят второй, «End of All Hope». В нём использовались отрывки из финского фильма «Kohtalon Kirja» («Книга Судьбы»).
В 2003 году Nightwish выпустили свой второй DVD End of Innocence. Также летом 2003 года Тарья вышла замуж. После этого возникли слухи о том, что группа может распасться, но, несмотря на это, группа продолжила выступать и в следующем году выпустила новый альбом.

### Once(2004—2005)

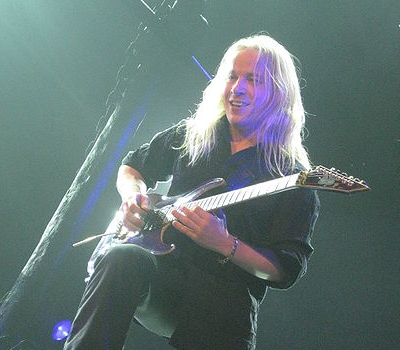
Эмппу Вуоринен, бессменный гитарист Nightwish

Новый альбом, названный Once, вышел 7 июня 2004 года, после сингла «Nemo» (с лат. — «Никто») с этого альбома. В записи 9 из 11 песен альбома принял участие оркестр. В отличие от Century Child, в записи Once принимал участие не финский оркестр, а Лондонский сессионный оркестр, который также участвовал в записи саундтрека к «Властелину Колец». Это также второй альбом с песней полностью на финском языке «Kuolema Tekee Taiteilijan» («Смерть создаёт художника»). В записи песни «Creek Mary’s Blood» принял участие индеец племени Лакота Джон «Дважды Ястреб» (англ. «Two-Hawks»). Он поёт на родном языке и играет на флейте.
Были выпущены следующие синглы: «Wish I Had an Angel» (саундтрек к фильму «Один в темноте»), «Kuolema Tekee Taiteilijan» (выходит только в Финляндии) и «The Siren».
Успех альбома позволил группе отправиться во всемирный тур Once Upon a Tour, с которым группа с марта 2004 по октябрь 2005 года отыграла более 130 концертов в 32 странах, в том числе в тех, в которых они ещё никогда ранее не выступали. В августе 2005 года в рамках тура Nightwish приняли участие в открытии чемпионата мира по лёгкой атлетике 2005 года, проходившем в Хельсинки, выступив с песней «Nemo».
Вышедший в сентябре 2005 года сборник Highest Hopes состоит из песен, собранных из всей дискографии группы. Он также включает кавер на композицию «High Hopes» группы Pink Floyd. Кроме того, был переснят клип на песню «Sleeping Sun».

### End of an Era(2005—2006) и увольнение Турунен
После записи нового концертного DVD End of an Era участники группы решили, что не хотят более сотрудничать с Тарьей Турунен, о чём сообщили ей в открытом письме. В письме они написали Тарье, что её муж Марселло Кабули и коммерческие интересы отвратили её от Nightwish, обвинили в нежелании участвовать в жизни группы и в презрительном отношении к поклонникам. Туомас Холопайнен передал ей письмо после успешного окончания мирового тура с завершающим концертом на Хартвалл Арена в Хельсинки ночью 21 октября 2005 года. Открытое письмо было позднее опубликовано на официальном сайте группы.
Тарья отреагировала на неожиданное увольнение, заявив, что это шок для неё. Она не была предупреждена заранее об этом письме и говорит, что оно неоправданно жестоко. Тарья написала ответное письмо своим поклонникам и опубликовала его на собственном сайте. Также она дала много интервью различным телеканалам, журналам и газетам о своём отношении к происшедшему.

### Приход Ользон.Dark Passion Play(2007)

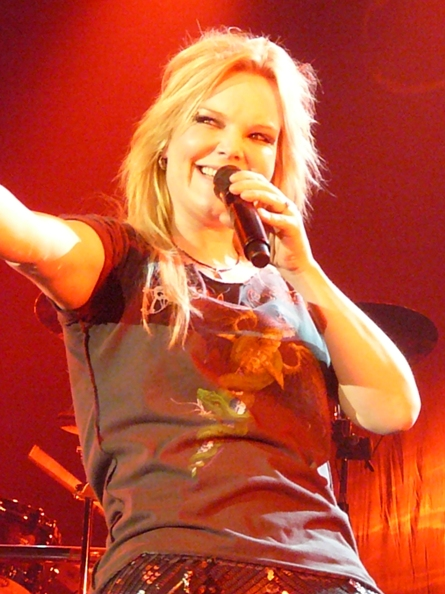
Анетт Ользон, вторая вокалистка Nightwish, в 2009 году

В 2006 году группа приступила к записи своего шестого студийного альбома. Процесс записи был начат с ударных, затем гитары, бас-гитары и демозаписи клавишных. Запись оркестра и хора проходила в студии Эбби Роуд, после чего была проведена заключительная запись синтезаторов и вокала.
Для замены Тарьи как вокалистки 17 марта 2006 года группа предложила кандидатам на вакантное место присылать свои демозаписи. Во время отбора группой вокалисток появились спекуляции вокруг того, кто в итоге станет новой участницей группы. В ответ на эти и другие слухи группа разместила на своём сайте объявление с просьбой не доверять никакой информации, кроме как официально опубликованной.
По той же причине личность новой вокалистки была раскрыта ранее, и 24 мая 2007 года 35-летняя Анетт Ользон из шведского Катринехольма была представлена как замена Турунен. Холопайнен сообщал в интервью, что не хочет называть имя новой вокалистки, пока нет готового материала, чтобы поклонники не судили о ней только по фотографии и прошлой работе.
Голос и манера исполнения новой вокалистки сильно отличаются от прежней. «У Тарьи был свой собственный стиль, который никто в мире не смог бы повторить лучше, — сообщил Туомас. — Вот почему мы искали совершенно другой голос».
«Eva», первый сингл с нового альбома, был анонсирован в феврале. Одновременно с этим на сайте группы стал доступен семпл песни, наряду с другими песнями нового альбома: «7 Days to the Wolves», «Master Passion Greed» и «Amaranth». Изначально релиз был намечен на 30 мая, но из-за утечки с британского музыкального сайта сингл вышел 25 мая.
13 июня Nightwish представили название своего нового альбома Dark Passion Play, иллюстрации обложки на своём сайте вместе с названием и обложкой своего второго сингла «Amaranth». Сингл включает композицию «While Your Lips Are Still Red», написанную Туомасом как главную тему к финскому фильму «Lieksa!». Формально эта композиция не Nightwish, так как исполняется Марко в качестве вокалиста и бас-гитариста, Туомасом в качестве клавишника и Юккой в качестве ударника. Видео на песню было представлено 15 июня.
Второй сингл с нового альбома «Amaranth» вышел в Финляндии 22 августа, приблизительно за месяц до альбома и получил золотой статус менее чем за два дня продаж. Это был первый CD-сингл с альбома, так как «Eva» распространялся только через интернет.
Dark Passion Play вышел в Европе в последнюю неделю сентября 2007 года, в Великобритании — 1 октября, в США — 2 октября. Альбом вышел в двух редакциях: однодисковой и двухдисковой. Последний содержит один бонус-трек на первом диске и оркестровые версии всех композиций — на втором. Roadrunner также выпустил ограниченную трёхдисковую редакцию.
На этом альбоме, предположительно потому, что бывшая вокалистка покинула группу, вокалист Марко Хиетала получил больший простор для своего вокала. Он исполняет по крайней мере партии бэк-вокала в каждой песне исключая «Amaranth», основного вокала (не считая бэк-вокала Анетт Ользон) в песнях «The Islander», «Master Passion Greed», «While Your Lips Are Still Red» и «Reach» (последние две с диска «Amaranth») и поёт в припеве в «Bye Bye Beautiful» и «7 Days to the Wolves».
Некоторые журналы, включая Kerrang!, заметили, что уход Тарьи Турунен изменил образ группы и убрал границу, отделявшую их от других групп. Привлечение 175 музыкантов оркестра и использование сольных частей в альбоме привело к тому, что творчество группы теперь описывается как симфо-метал, особенно первая 14-минутная композиция альбома «The Poet and The Pendulum». Альбом получил оценку 5/5 журнала Kerrang!
Группа выступила с «секретным» концертом в Rock Café в Таллине 22 сентября. Для того, чтобы сохранить инкогнито, они представились группой Nachtwasser, исполняющей каверы Nightwish. Их первый официальный концерт с новой вокалисткой был дан в Тель-Авиве в Израиле 6 октября 2007 года.
DVD End of an Era, получил «платиновый» статус в Германии, разойдясь тиражом свыше 50 000 экземпляров. Соответствующая награда была вручена группе в ходе фестиваля Rock am Ring, в рамках которого Nightwish выступили на основной сцене перед более чем 80-тысячной аудиторией. Альбом Dark Passion Play тоже получил «золотой» статус в Германии, разойдясь тиражом свыше 100 000 экземпляров в течение первой недели продаж с момента релиза.

### Imaginaerum(2011) и увольнение Ользон

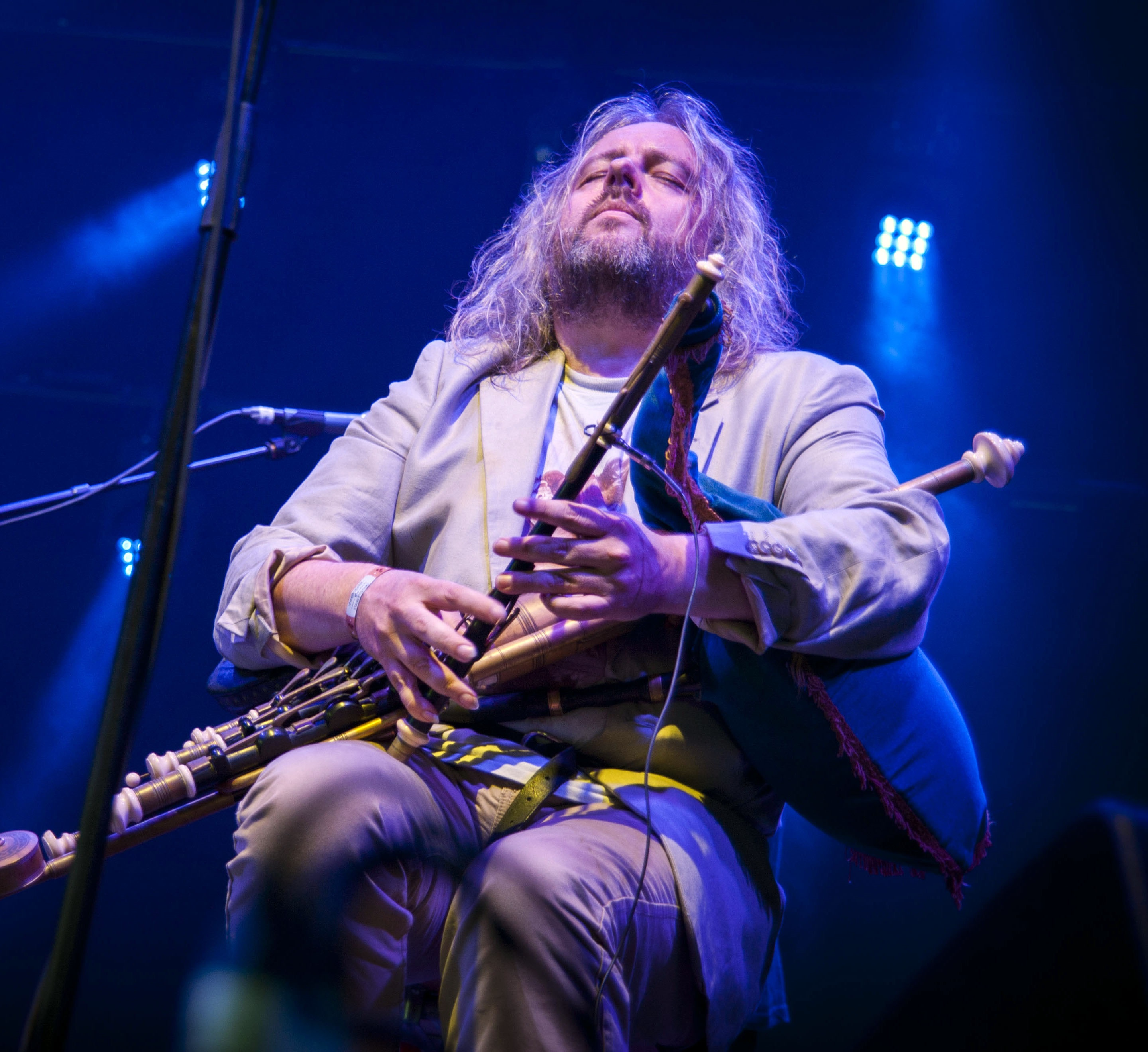
В 2010-е годы в постоянный состав Nightwish вошёл мультиинструменталист Трой Донокли

15 октября 2010 года в прессе появилась информация, о том что Nightwish планируют записать новый альбом. Как и четыре года назад, пре-продакшн материала начался в глухой сельской местности в Финляндии, в деревне Сави. Репетиции пришлось начать в отсутствие Анетт, которая в это время ждала второго ребёнка. 30 июля 2010 года вокалистка Nightwish Анетт Ользон родила сына и в середине октября 2010 года, как и было запланировано, Nightwish официально приступили к записи нового альбома. А уже через неделю были записаны все барабанные партии. В начале января 2011 года согласно сообщениям из стана группы, практически была окончена запись партий ритм-гитары и басовых партий. 10 февраля 2011 года Nightwish обнародовали название своего очередного студийного альбома — Imaginaerum. Параллельно с записью нового альбома Nightwish готовятся к съёмкам одноимённого фильма. «Imaginaerum» — это музыкальный фэнтези-фильм по мотивам грядущего одноимённого альбома. Главный герой фильма — это композитор с буйным воображением. Он уже старик, но по-прежнему считает себя мальчиком. В своих снах он путешествует в своё далёкое прошлое, где к нему возвращаются его старые мечты, переплетаясь с юношеским миром фантазии и музыки. Во сне старик стремится найти самые важные для него воспоминания. Съёмки «Imaginarium» прошли весной 2012 года в Канаде, а премьера фильма состоялась 10 ноября того же года. Во избежание возможных проблем с авторскими правами альбом был переименован в Imaginaerum.
Первый сингл вышел 9 ноября 2011 года, его название — «Storytime».
Релиз Imaginaerum состоялся в Хельсинки в ночь с 29 на 30 ноября 2011 года; официальная дата релиза — 30 ноября.
Альбом был выпущен как на CD, так и на двух грампластинках на лейбле Nuclear Blast в Германии
В 2012 году начался мировой тур в поддержку альбома. Первый концерт прошёл 21 января в театре Гибсон в Юнивёрсал Сити (Лос-Анджелес, США). Специальным гостем на концерте стала группа Amorphis.
Однако, гастроли оказались под угрозой срыва из-за того, что 28 сентября, в Денвере (в зале Ogden Theatre), за несколько часов до начала концерта (а публика уже начала заполнять концертный зал), Анетт оказалась в больнице. Было принято неожиданное решение не отменять концерт, а заменить заболевшую солистку дуэтом, состоявшим из Элиз Рид (группы Amaranthe и Kamelot) и Алиссы Уайт-Глаз (группа The Agonist).
1 октября 2012 года на официальном сайте Nightwish было опубликовано заявление, согласно которому Анетт Ользон ушла из группы. Но Imaginaerum-тур не был прерван и продолжился с вокалисткой из Нидерландов Флор Янсен, которую пригласили временно заменить уволенную Анетт Ользон. В этот же день на концертной площадке Showbox Sodo в Сиэтле состоялось первое выступление новой вокалистки, у которой было лишь 2 дня, чтобы выучить 15 песен.

### Приход Янсен.Endless Forms Most Beautiful(2015)

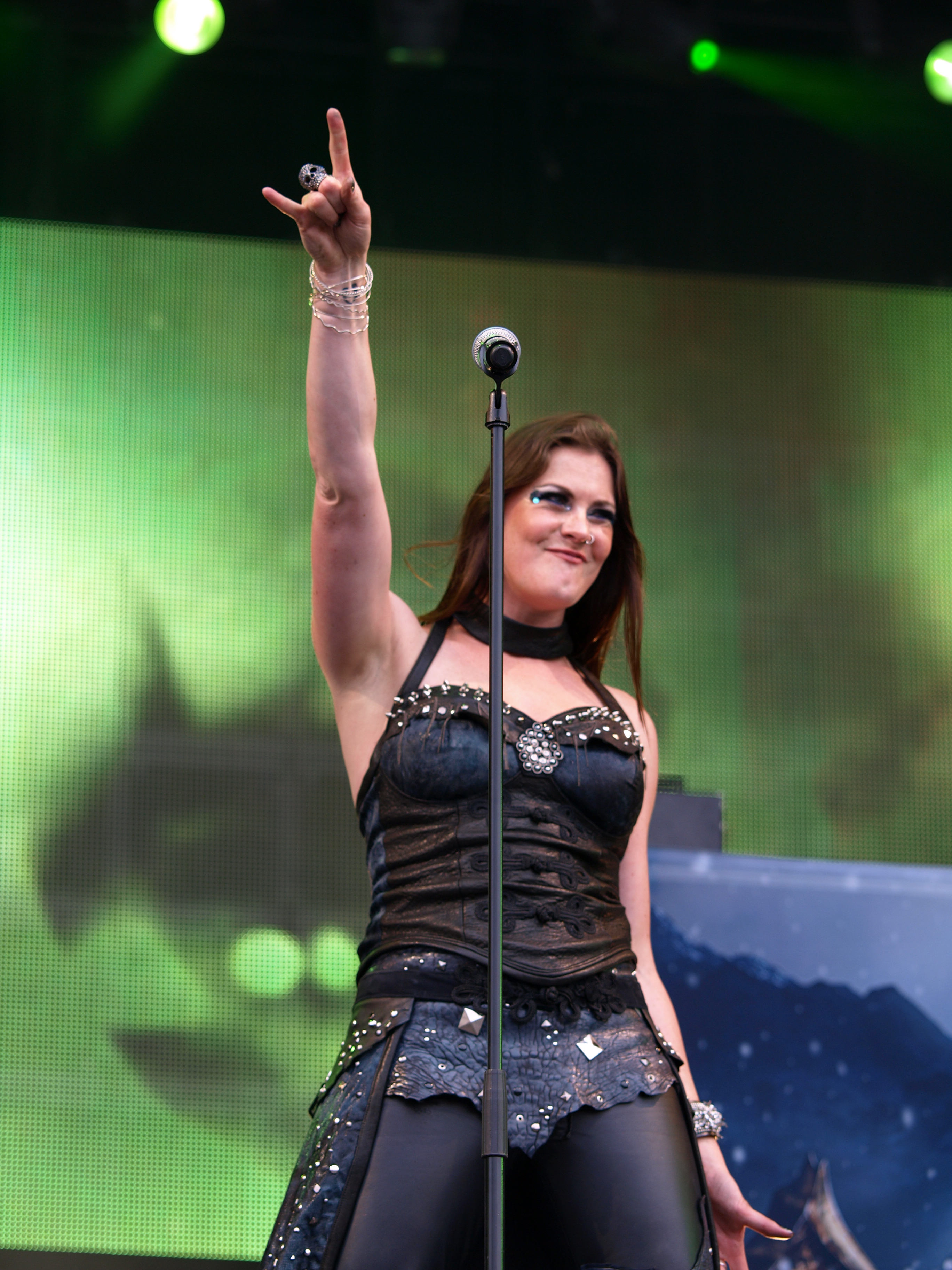
Флор Янсен — нынешняя вокалистка Nightwish

9 октября 2013 вокалистка Флор Янсен была представлена как постоянная замена Анетт Ользон. Трой Донокли также был представлен как постоянный участник группы. В результате группа впервые в своей истории стала секстетом.
7 августа 2014 было объявлено о том, что барабанщик группы Юкка берет временную паузу по состоянию здоровья, а его обязанности в записи альбома взял на себя старый приятель Юкки, барабанщик групп Wintersun и Swallow the Sun Кай Хахто.
Выпуск альбома Endless Forms Most Beautiful состоялся 27 марта 2015 года на лейбле Nuclear Blast. Материал для диска написан под влиянием творчества поэта Уолта Уитмена и научных трудов натуралиста Чарлза Дарвина. В записи принял участие популяризатор науки Ричард Докинз.
13 февраля 2015 года состоялся выход «Élan» — первого сингла из Endless Forms Most Beautiful. Вместе с синглом вышел одноимённый видеоклип. 8 мая того же года вышел сингл «Endless Forms Most Beautiful».

### Human. :II: Nature.(2020)
К июлю 2019 года Туомас Холопайнен сочинил все песни для девятого студийного альбома, а группа продолжала работать над аранжировками, репетициями и доводкой композиций. 15 июля на официальном сайте Nightwish вышло заявление, в котором Юкка Невалайнен сообщил об окончательном уходе из группы в качестве барабанщика. Замещавший его Кай Хахто стал постоянным участником коллектива.
16 января 2020 года Флор Янсен сообщила через Instagram, что альбом получил название Human. :II: Nature., а его выход запланирован на 10 апреля. Так же были показаны обложка и трек-лист.
Первый сингл с альбома и клип «Noise» вышли 7 февраля 2020 года. Видео снял режиссёр фильма «Imaginaerum» Стобе Харью. 6 марта 2020 года вышли сингл «Harvest» и видео с текстом этой песни.
Альбом был выпущен 10 апреля 2020 года на лейбле Nuclear Blast и стал первым двойным альбомом группы: первый диск содержит девять песен, а второй — одну, разделённую на восемь частей. Второй диск при этом выдержан в стиле симфонической музыки без элементов метала.
Ранее 11 марта 2020 Nightwish объявили, что они присоединились к партнёрству с международной благотворительной организацией World Land Trust. К их объявлению было приложено видео, рекламирующее организацию, которое, в свою очередь, включает песню «Ad Astra» из их девятого альбома. Отвечая на вопрос о партнёрстве с организацией в интервью, Флор прокомментировала:
Это отличная организация. Совместно с ними был снят клип на последнюю песню альбома «Ad Astra». Они работают, чтобы сохранить нашу планету, скупая участки земли и сохраняя их. Я считаю лицемерным то, что мы говорим Бразилии, что им нужно спасти свои тропические леса, когда европейцы полностью уничтожили свои собственные. Но в то же время нам действительно нужно спасти тропические леса, иначе мы столкнемся с климатическим кризисом. World Land Trust работает с правительствами, чтобы найти альтернативные источники финансирования для местного населения, чтобы остановить вырубку леса. Вы не можете просто сказать людям: «Прекратите делать это». Нужно учитывать влияние человека, а затем воздействие на окружающую среду.
18 сентября 2020 года вышел альбом Unemployed Blacksmiths проекта Crewish, организованного техническим персоналом, с которым работает Nightwish. Unemployed Blacksmiths содержит пять каверов на песни группы: «Sleeping Sun», «Wish I Had an Angel», «Amaranth», «Nemo» и «Elan». Альбом распространялся только через официальный интернет-магазин Nightwish, а выручка от его продаж в полном объёме пошла напрямую участвовавшим в проекте техникам как мера поддержки в период ограничений, связанных с пандемией COVID-19.

### Уход Хиеталы.Yesterwynde(2024)
12 января 2021 года Марко Хиетала объявил об уходе из группы и временном прекращении его творческой деятельности из-за депрессии и разочарования в музыкальной индустрии.

Конспирология - слово дня. Для людей, которым это нравится, я должен сказать, что 14 января мне исполняется 55 лет, и на данный момент я уже отсидел свой срок. Обвинять, например, Туомаса — это оскорбление и для него, и для моего свободного мышления. Это очень печально для всех нас. Берегите себя, пожалуйста. [...] Есть пара вещей, о которых договорились, и которые я сделаю 2021 года. В остальном я любезно и с уважением прошу СМИ, группы, проекты художников и т.д. не просить меня ни о чем в течение следующего года. Мне нужно кое-что переосмыслить. Я надеюсь рассказать вам об этом в 2022 году. Но это не обещание.
Я очень сожалею об этом.
Группа выпустила ещё одно заявление о том, что будет временный концертный участник, который заменит бас-гитару в туре.
Группа начала своё мировое турне в поддержку альбома в мае 2021 года с интерактивной прямой трансляции в таверне, построенной в виртуальной реальности, где будут представлены песни из альбома, а также раскрыта личность сессионного басиста. Также группа собирается гастролировать по Европе, Южной Америке, Азии и Северной Америке. Первоначально тур был запланирован на весну 2020 года, но из -за пандемии COVID-19 тур перенесли на следующий год.
21 января 2021 года группа была номинирована на премию Finnish Emma Awards в категориях «Альбом года», «Группа года», «Металлический альбом года» и «Выбор года зрителями». Церемония награждения, на которой они были номинированы, состоялась 14 мая 2021 года на Hartwall Arena в Хельсинки.
В мае 2021 года группа объявила, что басист Юкка Коскинен (Wintersun, Norther) заменит Хиеталу во время Human. :II: Nature. World Tour. В августе 2022 года Юкка Коскинен на официальном сайте группы назван уже полноправным членом группы
В апреле 2021 года Холопайнен сказал в интервью, что он уже начал делать наброски для следующего альбома Nightwish. В мае 2021 года он заявил, что работал над новым материалом «последние месяц или два», пока был занят своими сайд-проектом Auri и воссоединившимися Darkwoods My Betrothed, в которых он стал постоянным участником. Он подтвердил, что группа забронировала студию для следующего альбома, который должен выйти в 2023 году. 2 марта 2022 года было подтверждено, что Холопайнен находится в студии и записывает демо для следующего альбома Nightwish, которые позже были завершены в июне 2022 года. Янсен, которая также работает над сольным альбомом, который должен быть выпущен в 2023 году, заявила 10 июня 2022 года, что звучание грядущего нового альбома будет более тяжёлым, но не потеряет звучание группы, в то время как она также хотела держать концепцию альбома в секрете. Холопайнен подтвердил в интервью перед выступлением группы на Knotfest в Турку, Финляндия, 12 августа 2022 года, что группа прослушала демо. Десятый студийный альбом, получивший название Yesterwynde, вышел 20 сентября 2024 года на лейбле Nuclear Blast.

## Музыка

### Влияние
Автор стихов и музыки Nightwish Туомас утверждает, что получает вдохновение от музыки совершенно различных стилей и направлений: хеви-метала, классики, фольклора и саундтреков к фильмам. Во многих композициях группы присутствуют фолк-элементы. На их музыку в особенности в альбомах Oceanborn и Wishmaster повлияло творчество таких пауэр-метал коллективов как Stratovarius. В альбомах Century Child и Once музыканты предприняли попытку объединить звучание классической музыки и метала, записывая их с участием симфонического оркестра. Подобные эксперименты характерны для многих известных групп, в том числе Deep Purple, Rage, Metallica, Rammstein а также шведской симфо-метал-группы Therion, оказавшей влияние на Nightwish. Примерами влияния музыки из фильмов являются композиции «Beauty of the Beast» из альбома Century Child и «Ghost Love Score» из Once.
На лирику песен Nightwish повлияли книги и фильмы в стиле фэнтези. В текстах группы, особенно в ранних альбомах часто встречаются отсылки к «Властелину колец», «Саге о копье» и ролевой игре Dungeons & Dragons. А альбом Imaginaerum, по словам Холопайнена, создан под влиянием книг Нила Геймана и фильмов Тима Бёртона.
И в то же время Nightwish оказали влияние на другие группы. Так, вокалистка группы Epica Симона Симонс заявила, что она начала петь, услышав альбом Oceanborn. Сандер Гомманс из After Forever сказал, что Nightwish влияет на создаваемые ими новые песни. Николь Богнер, бывшая вокалистка Visions of Atlantis отметила, что Nightwish вдохновили их на первый альбом.

### Музыкальный стиль
Музыку Nightwish относят к жанрам симфоник-метал и пауэр-метал. Так, портал The Metal Crypt определяет его как пауэр-метал или как смешанный стиль «симфо-пауэр-метал». Сам же композитор и автор стихов Туомас Холопайнен однажды описал их музыку как «мелодичный хеви-метал с женским вокалом».

Я бы сказал, что мы играем мелодичный хеви-метал с женским вокалом. Это самое простое, что я могу представить. Мы метал-группа, мы играем мелодичный метал, у нас женский вокал, так что этого достаточно.

К определению «симфоник-метал» Туомас тоже относится положительно:
Я люблю симфоник-метал, это очевидно, и меня вполне устраивает это определение. Если хотите, называйте Nightwish симфоник-металом, это абсолютно нормально.

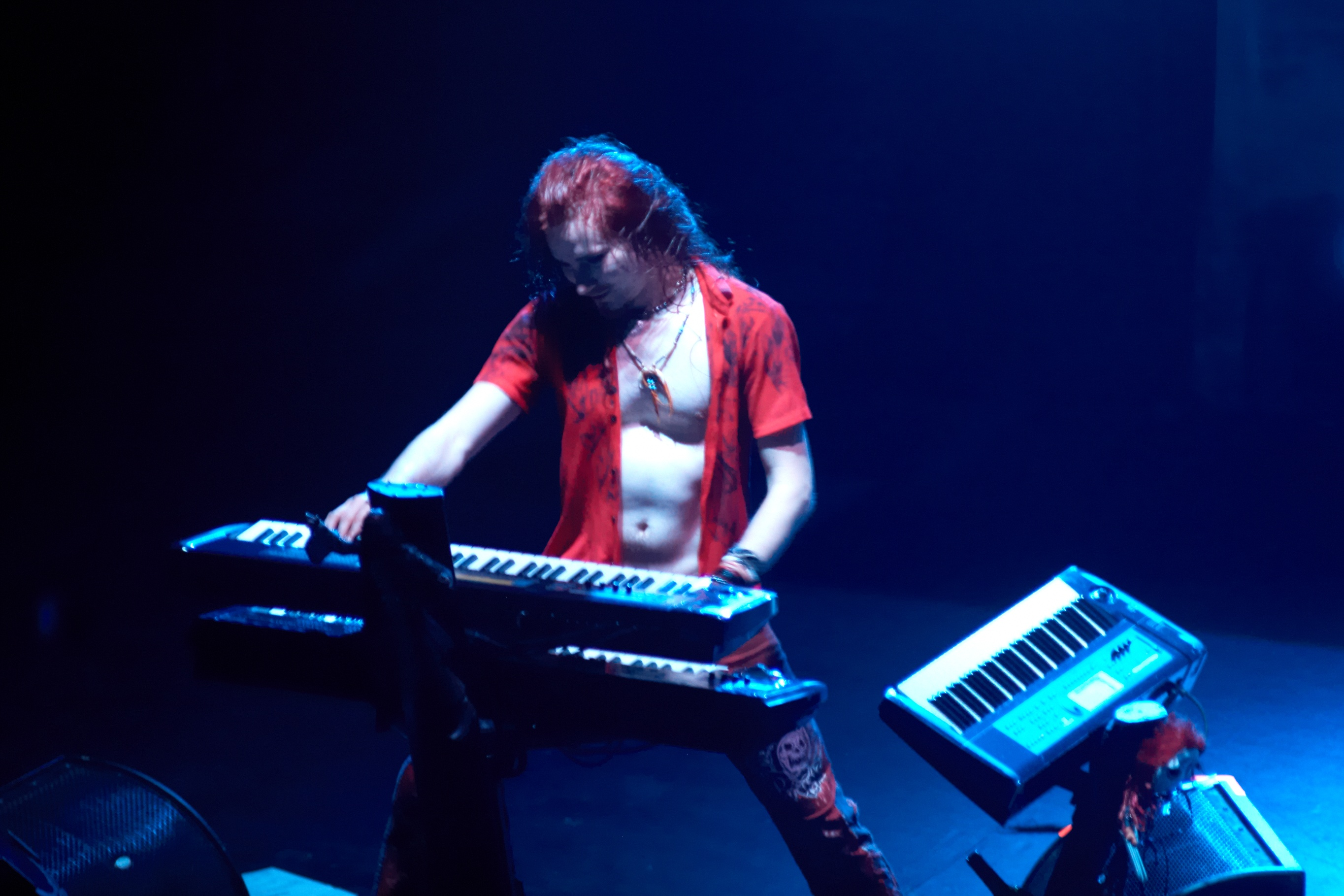
Клавишные играют в музыке Nightwish большую роль

Отличительные особенности музыки Nightwish — это сочетание сильного женского вокала, гитарных риффов и соло, характерных для метала, а также атмосферных клавишных партий в исполнении Туомаса Холопайнена. Особую узнаваемую черту ранней музыке Nightwish придавал академический вокал Тарьи, характерный для классической оперной сцены. Начиная с альбома Century Child группа начала использовать в записи симфонический оркестр и различные дополнительные инструменты, сместив на них акцент с гитарных партий. Таким образом группа совершила постепенный переход от пауэр-метала к симфоник-металу, хотя черты обоих жанров оставались в большей или меньшей степени присущи ей всегда. Также в некоторых композициях на поздних альбомах использовался второй, мужской, вокал Марко Хиеталы и элементы фолк-музыки.

## Состав группы
Нынешний состав
- Туомас Холопайнен — клавишные, фортепиано, синтезаторы (1996 — наши дни), мужской вокал (1996—1998)
- Эрно «Эмппу» Вуоринен — гитара (1996 — наши дни), бас-гитара (1997)
- Трой Донокли — волынка, вистл, бэк-вокал, гитара, бузуки, боуран, мужской вокал (2013 — наши дни; сессионный/концертный участник: 2007—2013)
- Флор Янсен — ведущий вокал (2013 — наши дни; концертный участник: 2012—2013)
- Кай Хахто — ударные[1] (2019 — наши дни; сессионный/концертный участник: 2014—2019)
- Юкка Коскинен — бас-гитара (2022 — наши дни; сессионно 2021—2022)

Бывшие участники
- Сами Вянскя — бас-гитара (1998—2001, гость в 2016)
- Тарья Турунен — ведущий вокал (1996—2005)
- Анетт Ользон — ведущий вокал (2007—2012)
- Юкка Невалайнен — ударные (1997—2019; перерыв 2014—2019)
- Марко Хиетала — бас-гитара, мужской вокал (2001—2021), акустическая гитара (2006—2021)

## Дискография

### Альбомы группы
- Angels Fall First (1997, Spinefarm Records)
- Oceanborn (1998, Spinefarm Records)
- Wishmaster (2000, Spinefarm Records)
- Century Child (2002, Spinefarm Records)
- Once (2004, Nuclear Blast)
- Dark Passion Play (2007, Nuclear Blast, Spinefarm Records, Roadrunner Records)
- Imaginaerum (2011)
- Endless Forms Most Beautiful (2015)
- Human. :II: Nature. (2020)
- Yesterwynde (2024)

### Синглы и мини-альбомы
- «The Carpenter» (1997)
- «Sacrament of Wilderness» (1998)
- «Passion and the Opera» (1998)
- «Walking in the Air» (1999)
- «Sleeping Sun (Four Ballads of the Eclipse)» (1999)
- «The Kinslayer» (2000)
- «Deep Silent Complete» (2000)
- Over the Hills and Far Away ЕР (2001, Spinefarm)
- «Ever Dream» (2002)
- «Bless the Child» (2002)
- «Nemo» (2004)
- «Wish I Had an Angel» (2004)
- «Kuolema tekee taiteilijan» (2004)
- «The Siren» (2005)
- «Sleeping Sun» (2005)
- «Eva» (2007)
- «Amaranth» (2007)
- «Erämaan viimeinen» (2007)
- «Bye Bye Beautiful» (2008)
- «The Islander» (2008)
- «Made in Hong-Kong» EP (2009)
- «Storytime» (2011)
- «The Crow, the Owl and the Dove» (2012)
- «Élan» (2015)
- «Endless Forms Most Beautiful» (2015)
- «Noise» (2020)
- «Harvest» (2020)

### Сборники
- Wishmastour 2000 (2000)
- Tales from the Elvenpath (2004)
- Best Wishes (2005)
- Highest Hopes (2005)
- Wishsides (2005)
- Decades (2018)[67]

### DVD/BluRay
- From Wishes to Eternity (2001)
- End of Innocence (2003)
- End of an Era (2005)
- Made in Hong Kong (2009)
- Showtime, Storytime (2013)
- Vehicle of Spirit (2016)
- Decades: Live In Buenos Aires (2019)[68]

### Видеоклипы
- «The Carpenter» (1998)
- «Sleeping Sun» (1999)
- «Sacrament of Wilderness» (1998)
- «Over the Hills and Far Away» (2001)
- «Bless the Child» (2002)
- «End of All Hope» (2002)
- «Nemo» (2004)
- «Wish I Had an Angel» (2005)
- «Sleeping Sun» (2005)
- «While Your Lips Are Still Red» (2007)
- «Amaranth» (2007)
- «Bye Bye Beautiful» (2008)
- «The Islander» (2008)
- «Storytime» (2011)
- «Élan» (2015)
- «Endless Forms Most Beautiful» (2015)
- «Noise» (2020)
- «Harvest» (2020)
- «Ad Astra» (2020)

### Каверы

#### Исполнявшиеся только вживую
- «Crazy Train» Оззи Осборна
- «Wild Child» W.A.S.P. (на концерте Live in Norway, Oslo 04 Jul 2003)
- «Don’t Talk to Strangers» Ронни Джеймса Дио
- «We're Not Gonna Take It» Twisted Sister

#### В релизах
- «Crimson Tide» Ганс Циммер (на концертнике From Wishes to Eternity)
- «Deep Blue Sea» Тревор Рабин (на концертнике From Wishes to Eternity)
- «Walking in the Air» Ховард Блейк (в альбоме Oceanborn)
- «Over the Hills and Far Away» Гэри Мур (на EP Over the Hills and Far Away)
- «Phantom of the Opera» Эндрю Ллойд Уэббер (в альбоме Century Child)
- «Where Were You Last Night» Анки Баггер[швед.] (на сингле «Wish I Had an Angel»)
- «Symphony of Destruction» Megadeth (на сингле «The Siren»)
- «High Hopes» Pink Floyd (в сборнике Highest Hopes)
- «The Heart Asks Pleasure First» Майкла Наймана (на сингле «The Crow, the Owl and the Dove»)